# Doornloze zaagpootspinnendoder
De doornloze zaagpootspinnendoder (Priocnemis vulgaris) is een vliesvleugelig insect uit de familie van de spinnendoders (Pompilidae). De wetenschappelijke naam van de soort is voor het eerst geldig gepubliceerd in 1841 door Jean-Marie Léon Dufour.